# Alabama State Route 49
Die Alabama State Route 49 (kurz AL 49) ist eine in Nord-Süd-Richtung verlaufende State Route im US-Bundesstaat Alabama.

## Verlauf
Die State Route beginnt an der Interstate 85 in Franklin und endet am Cheaha State Park an der Alabama Stata Route 281. Zunächst verläuft in nördlicher Richtung nach Dadeville zum U.S. Highway 280, die unter anderem nach Alexander City und Birmingham führt. Nördlich von Dadeville durchquert die AL 49 ländliches Gebiet und kleiner Orte wie New Site oder Mellow Valley.

## Geschichte
Ursprünglich verlief die State Route von Tallassee nach Dadeville. Nach einigen nördlichen Erweiterung zwischen den Jahren 1950 und 1969 endete die Straße nahe Heflin am U.S. Highway 78. Im Jahr 1973 wurde AL 49 in Richtung Süden bis zur I-85 erweitert. Die letzte große Veränderung gab es 1995, als die neue AL 281 den nördlichen Teil ablöste.